# Rots skans
Rots skans är en gammal skans vid Rotälvens strand i byn Rot i Älvdalens kommun. 
Skansen uppfördes 1677 som gränsförsvar mot norska infall från Särna och Härjedalen.
På en karta från 1734, visande vägar genom Dalarna, skriver man Battebro skantz,
Idag är skansen ett hembygdsmuseum med ett flertal gamla byggnader och många föremål från förr. Museet sköts av Elfdalens Hembygdsförening.

## Bildgalleri

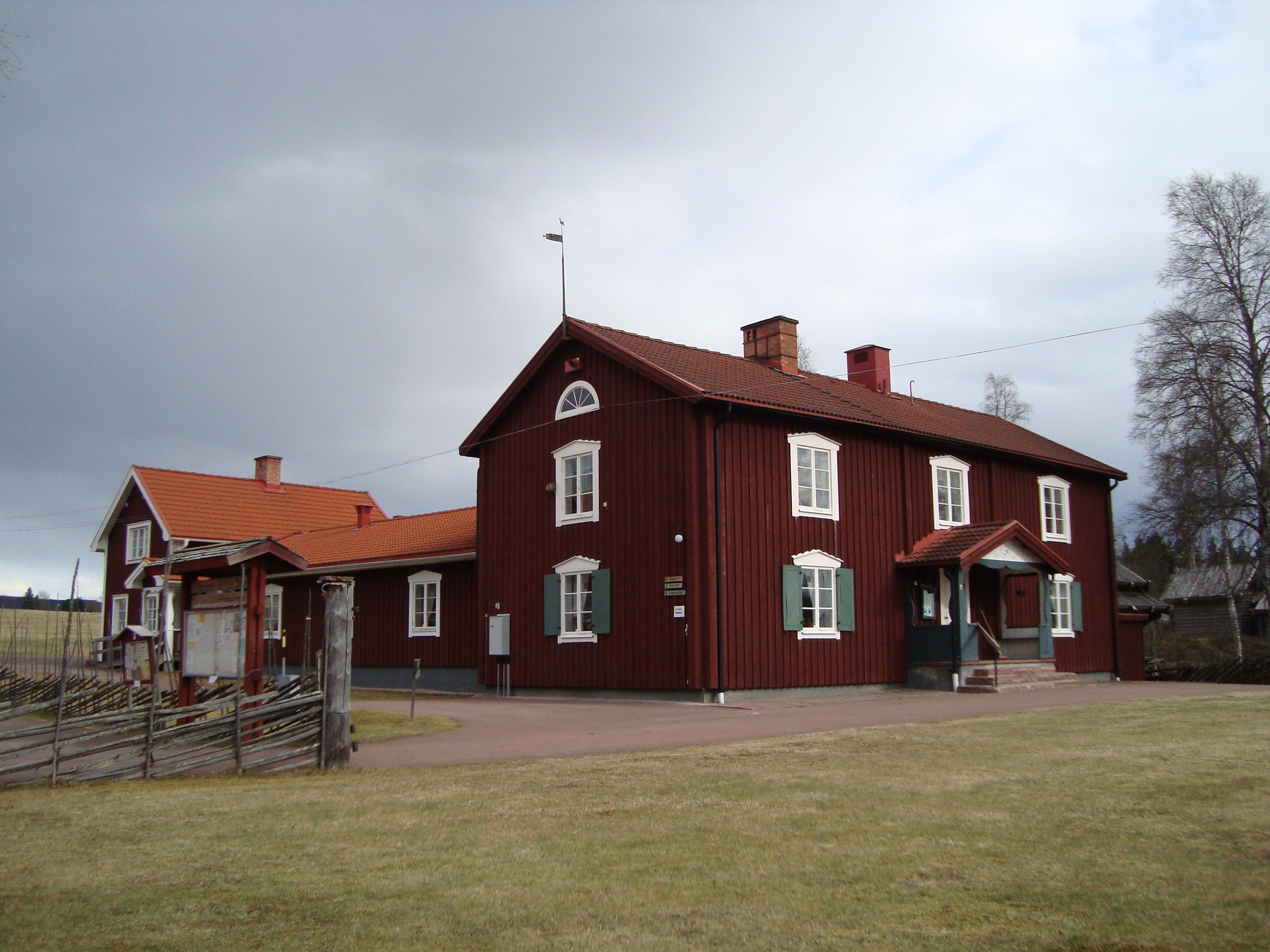
Huvudentré
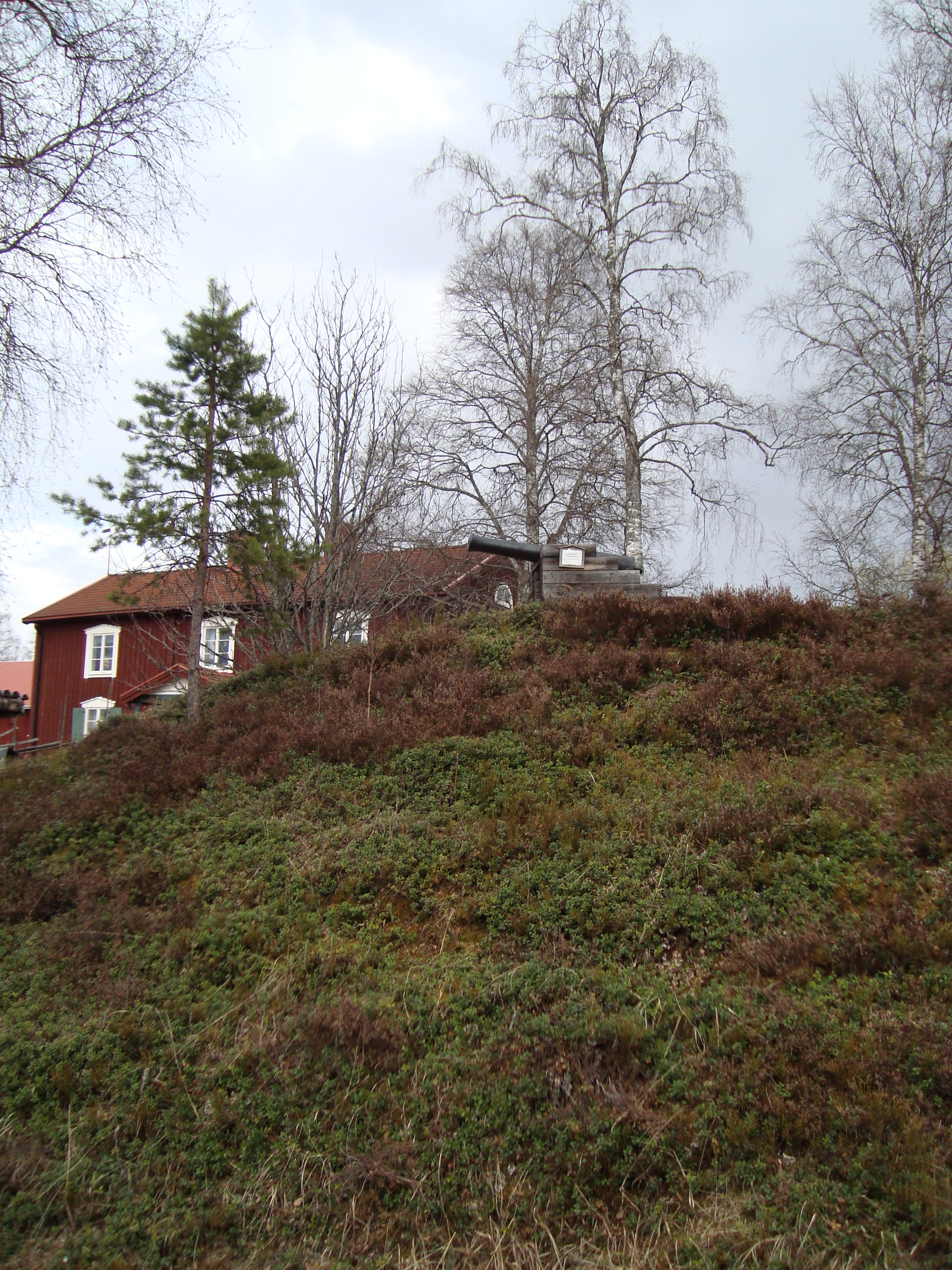
Befäst kulle på skansen
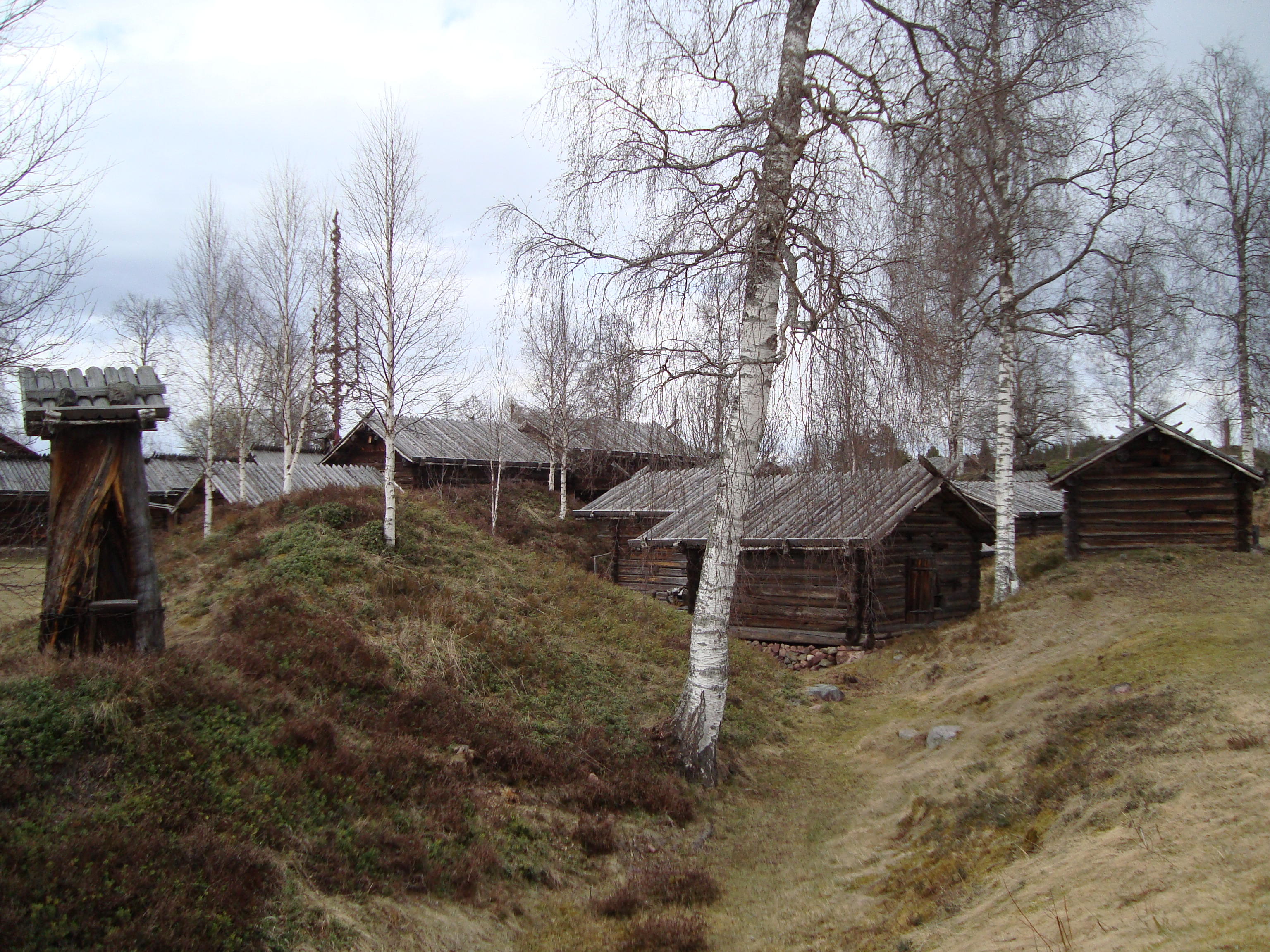
Hembygdsmuseet inrymt bland försvarsverken